# Eustictus ainsliei
Eustictus ainsliei är en insektsart som beskrevs av Knight 1927. Eustictus ainsliei ingår i släktet Eustictus och familjen ängsskinnbaggar. Inga underarter finns listade i Catalogue of Life.